# Teraz pieniądz w cenie
Teraz pieniądz w cenie – debiutancki album studyjny polskiej grupy muzycznej TPWC, sygnowany jako Sokół feat. Pono. Wydawnictwo ukazało się 14 grudnia 2007 roku nakładem wytwórni muzycznej Prosto.
Produkcji nagrań podjęli się Marko, Craig Dice, Robson, Brall, Max Cherny, Czarny HIFI, J Cook, Shuko, DJ Menez, Ph7 oraz Robert M. Z kolei wśród gości znaleźli się: Bazyl, Berezin, Cistyhov, Ego, Frenkie, Ill Government, Koff, Komplex, Ligalize, Mih, Orion, Remi, S.A.F., Sharks, Spens, Vladymir, Vova Zi Lwowa, XL Deluxe, Martina, Misiek Koterski, Franek Kimono i Jędker.
Nagrania dotarły do 10. miejsca zestawienia OLiS. W listopadzie 2008 roku płyta uzyskała certyfikat złotej, a w lutym 2023 – dwukrotnie platynowej płyty.

## Lista utworów
Opracowano na podstawie materiału źródłowego.
1. „TPWC” (produkcja: Marko) – 2:50
2. „Nie martw się mną” (produkcja: Craig Dice) – 4:37
3. „Nie lekceważ nas” (produkcja: Robson, gościnnie: Bazyl, Berezin, Cistyhov, Ego, Frenkie, Ill Government,
Koff, Komplex, Ligalize, Mih, Orion, Remi, S.A.F., Sharks, Spens, Vladymir, Vova Zi Lwowa, XL Deluxe, Martina) – 8:15
4. „Każdą porażkę obracam w sukces” (produkcja: Brall) – 3:32
5. „Janek pożycz” (gościnnie: Misiek Koterski, produkcja: Max Cherny) – 3:25[A]
6. „Boją się” (produkcja: Brall) – 3:48
7. „Orientuj się” (produkcja: Czarny HIFI) – 2:46
8. „Uderz w puchara” (produkcja: J Cook) – 4:15
9. „Lubisz hardcore” (produkcja: Brall) – 3:03
10. „Dwie kochanki” (produkcja: Shuko) – 2:58
11. „Bierzemy sprawy w swoje ręce” (produkcja: DJ Menez) – 4:41
12. „Jedno słowo” (produkcja: Ph7, gościnnie: Martina) – 3:01
13. „Mogłoby być tak na zawsze” (produkcja: Marko) – 4:18
14. „W aucie” (gościnnie: Franek Kimono, Jędker, produkcja: Robert M) – 3:28

Notatki
- A^ W utworze wykorzystano sample z piosenki  "Коло млина калина" w wykonaniu Візерунки Шляхів[6].